# Richie Fitzpatrick
Richard Fitzpatrick, detto Richie (1880 – Manhattan, 1º novembre 1904), è stato un criminale statunitense.

## Biografia
Prestò servizio in un primo momento nella Five Points Gang di Paul Kelly, ma durante le guerre con gli Eastmans offrì i suoi servizi a Monk Eastman. Divenne in poco tempo assieme a Max Zweifach uno dei due luogotenenti più fidati del boss. Dopo l'arresto di Eastman, Fitzpatrick ebbe dei contrasti con Zweifach. Questa rivalità divenne una vera propria faida interna alla gang e per decidere chi sarebbe stato il boss, i due si incontrarono nel retro di una bettola in Chrystie Street, a Manhattan la sera del 1º novembre 1904. Zweifach aveva fatto nascondere nella stanza un suo sicario, Kid Dahl.Quando più tardi giunsero sul posto gli inquirenti, Fitzpartick fu rinvenuto a terra agonizzante e con le braccia incrociate. Al suo funerale il suo rivale mandò dei fiori. Il suo assassino Kid Dahl venne in un primo momento arrestato, ma venne prontamente rilasciato grazie all'aiuto di Zweifach.

## Fonti letterarie
Herbert Asbury: Le gang di New York